# Parkesia
Parkesia is een geslacht van zangvogels uit de familie Amerikaanse zangers (Parulidae).

## Soorten
Het geslacht kent de volgende soorten:
- Parkesia motacilla – Louisianawaterlijster
- Parkesia noveboracensis – Noordse waterlijster